# چونگ-داش (شهرستان توپ)
چونگ-داش (به لاتین: Chong-Tash) یک روستا در قرقیزستان است که در شهرستان توپ واقع شده‌است. چونگ-داش ۹۵۴ نفر جمعیت دارد و ۱٬۷۴۰ متر بالاتر از سطح دریا واقع شده‌است.